# جويس هال
جويس هال (بالإنجليزية: Joyce Hall)‏ هو رائد أعمال أمريكي، ولد في 29 أغسطس 1891 في ديفيد سيتي في الولايات المتحدة، وتوفي في 29 أكتوبر 1982 في ليوود في الولايات المتحدة.

## وصلات خارجية
- جويس هال على موقع الموسوعة البريطانية (الإنجليزية)
- جويس هال على موقع إن إن دي بي (الإنجليزية)